# Europese kampioenschappen judo 1998
De Europese kampioenschappen judo 1998 waren de twaalfde editie van de Europese kampioenschappen judo en werden gehouden in Oviedo, Spanje, op zaterdag 16 mei en zondag 17 mei 1998. 

## Resultaten

### Mannen
| Gewichtsklasse | Goud               | Zilver              | Brons                                  |
| -------------- | ------------------ | ------------------- | -------------------------------------- |
| – 60 kg        | Nestor Khergiani   | Ruslan Mirzaliyev   | Oscar Peñas Rachad Mamedov             |
| – 66 kg        | Larbi Benboudaoud  | Islam Matsiev       | Patrick van Kalken Giorgi Revazishvili |
| – 73 kg        | Giuseppe Maddaloni | Andrei Golban       | Ilya Chimchiuri Rafał Kozielewski      |
| – 81 kg        | Bertalan Hajtós    | Mekhman Azizov      | Dirk Radszat Iraklı Uznadze            |
| – 90 kg        | Mark Huizinga      | Marko Spittka       | Vincenzo Carabetta Dmitri Morozov      |
| – 100 kg       | Daniel Gürschner   | Radu Ivan           | Youri Stepkine Ben Sonnemans           |
| + 100 kg       | Tamerlan Tmenov    | Rafał Kubacki       | Selim Tataroğlu Imre Csösz             |
| Open           | Selim Tataroğlu    | Harry Van Barneveld | Dennis van der Geest Indrek Pertelson  |

### Vrouwen
| Gewichtsklasse | Goud                | Zilver              | Brons                                 |
| -------------- | ------------------- | ------------------- | ------------------------------------- |
| – 48 kg        | Sarah Nichilo-Rosso | Tatiana Kouvchinova | Yolanda Soler Jolanta Wojnarowicz     |
| – 52 kg        | Raffaella Imbriani  | Georgina Singleton  | Marie-Claire Restoux Isabelle Schmutz |
| – 57 kg        | Isabel Fernández    | Deborah Allan       | Deborah Gravenstijn Magali Baton      |
| – 63 kg        | Gella Vandecaveye   | Sara Álvarez        | Radka Štusáková Nancy van Stokkum     |
| – 70 kg        | Ulla Werbrouck      | Karin Kienhuis      | Kate Howey Ylenia Scapin              |
| – 78 kg        | Esther San Miguel   | Céline Lebrun       | Uta Kühnen Chloe Cowen                |
| + 78 kg        | Karina Bryant       | Raquel Barrientos   | Sandra Köppen Christine Cicot         |
| Open           | Françoise Harteveld | Beata Maksymow      | Irina Rodina Katja Gerber             |

## Medaillespiegel
| Plaats | Land                | Goud | Zilver | Brons | Totaal |
| 1      | Spanje              | 2    | 2      | 2     | 6      |
| 2      | Nederland           | 2    | 1      | 5     | 8      |
| 3      | Frankrijk           | 2    | 1      | 4     | 7      |
| 3      | Duitsland           | 2    | 1      | 4     | 7      |
| 5      | België              | 2    | 1      | 0     | 3      |
| 6      | Rusland             | 1    | 2      | 3     | 6      |
| 7      | Verenigd Koninkrijk | 1    | 2      | 2     | 5      |
| 8      | Turkije             | 1    | 0      | 2     | 3      |
| 9      | Georgië             | 1    | 0      | 1     | 2      |
| 9      | Hongarije           | 1    | 0      | 1     | 2      |
| 9      | Italië              | 1    | 0      | 1     | 2      |
| 12     | Polen               | 0    | 2      | 2     | 4      |
| 13     | Oekraïne            | 0    | 1      | 1     | 2      |
| 14     | Azerbeidzjan        | 0    | 1      | 0     | 1      |
| 14     | Moldavië            | 0    | 1      | 0     | 1      |
| 14     | Roemenië            | 0    | 1      | 0     | 1      |
| 17     | Wit-Rusland         | 0    | 0      | 1     | 1      |
| 17     | Tsjechië            | 0    | 0      | 1     | 1      |
| 17     | Estland             | 0    | 0      | 1     | 1      |
| 17     | Zwitserland         | 0    | 0      | 1     | 1      |
| Totaal | Totaal              | 16   | 16     | 32    | 64     |